# Canotaj la Jocurile Olimpice de vară din 2024 - Dublu vâsle categoria ușoară feminin
Proba feminină de canotaj dublu vâsle categoria ușoară de la Jocurile Olimpice de vară din 2024 a avut loc în perioada 28 iulie-2 august 2024 pe Stadionul Nautic Olimpic Național din Île-de-France, aflat la aproximativ 30 de kilometri de Paris.

## Program
Orele sunt ora Franței (UTC+1) 
| Data                    | Timp | Etapă        |
| ----------------------- | ---- | ------------ |
| Duminică, 28 iulie 2024 | 9:00 | Calificări   |
| Luni, 29 iulie 2024     | 9:00 | Recalificări |
| Miercuri, 31 iulie 2024 | 9:30 | Semifinale   |
| Vineri, 2 august 2024   | 9:30 | Finale       |

## Rezultate

### Calificări
Primele trei ambarcațiuni din fiecare cursă se vor califica în semifinale, iar celelalte vor concura în recalificări.

#### Calificări - cursa 1
| Loc | Culoar | Concurente                               | Țară           | Timp    | Note |
| --- | ------ | ---------------------------------------- | -------------- | ------- | ---- |
| 1   | 5      | Emily Craig Imogen Grant                 | Marea Britanie | 7:04,20 | C    |
| 2   | 6      | Dimitra Kontou Zoi Fitsiou               | Grecia         | 7:08,51 | C    |
| 3   | 1      | Aoife Casey Margaret Cremen              | Irlanda        | 7:12,89 | R    |
| 4   | 3      | Louisa Altenhuber Lara Tiefenthaler      | Austria        | 7:24,14 | R    |
| 5   | 2      | Khadija Krimi Selma Dhaouadi             | Tunisia        | 7:31,19 | R    |
| 6   | 4      | Sonia Baluzzo Chiaruzzo Evelyn Silvestro | Argentina      | 7:36,43 | R    |

#### Calificări - cursa 2
| Loc | Culoar | Concurente                           | Țară                       | Timp    | Note |
| --- | ------ | ------------------------------------ | -------------------------- | ------- | ---- |
| 1   | 4      | Gianina van Groningen Ionela Cozmiuc | România                    | 7:03,83 | C    |
| 2   | 5      | Molly Reckford Michelle Sechser      | Statele Unite ale Americii | 7:12,65 | C    |
| 3   | 2      | Alessia Palacios Valeria Palacios    | Peru                       | 7:32,68 | R    |
| 4   | 3      | Mahsa Javer Zeinab Norouzi           | Iran                       | 7:35,97 | R    |
| 5   | 1      | Emi Hirouchi Ayami Oishi             | Japonia                    | 7:39,17 | R    |

#### Calificări - cursa 3
| Loc | Culoar | Concurente                     | Țară          | Timp    | Note |
| --- | ------ | ------------------------------ | ------------- | ------- | ---- |
| 1   | 4      | Shannon Cox Jackie Kiddle      | Noua Zeelandă | 7:02,25 | C    |
| 2   | 3      | Claire Bové Laura Tarantola    | Franța        | 7:03,22 | C    |
| 3   | 2      | Jennifer Casson Jill Moffatt   | Canada        | 7:09,45 | R    |
| 4   | 5      | Martyna Radosz Katarzyna Wełna | Polonia       | 7:11,14 | R    |
| 5   | 1      | Zou Jiaqi Qiu Xiuping          | China         | 7:39,17 | R    |

### Recalificări
Primele trei ambarcațiuni din cursă se vor califica în semifinale, iar celelalte vor fi eliminați.

#### Recalificări - cursa 1
| Loc | Culoar | Concurente                               | Țară      | Timp    | Note |
| --- | ------ | ---------------------------------------- | --------- | ------- | ---- |
| 1   | 4      | Aoife Casey Margaret Cremen              | Irlanda   | 7:11,38 | Q    |
| 2   | 3      | Jennifer Casson Jill Moffatt             | Canada    | 7:16,81 | Q    |
| 3   | 1      | Sonia Baluzzo Chiaruzzo Evelyn Silvestro | Argentina | 7:29,76 | Q    |
| 4   | 2      | Mahsa Javer Zeinab Norouzi               | Iran      | 7:35,56 | FC   |
| 5   | 5      | Zou Jiaqi Qiu Xiuping                    | China     | 7:42,66 | FC   |

#### Recalificări - cursa 2
| Loc | Culoar | Concurente                          | Țară    | Timp    | Note |
| --- | ------ | ----------------------------------- | ------- | ------- | ---- |
| 1   | 2      | Martyna Radosz Katarzyna Wełna      | Polonia | 7:16,26 | C    |
| 2   | 4      | Louisa Altenhuber Lara Tiefenthaler | Austria | 7:17,77 | C    |
| 3   | 1      | Khadija Krimi Selma Dhaouadi        | Tunisia | 7:25,21 | C    |
| 4   | 3      | Alessia Palacios Valeria Palacios   | Peru    | 7:28,58 | FC   |
| 5   | 5      | Emi Hirouchi Ayami Oishi            | Japonia | 7:31,14 | FC   |

### Semifinale
Primele trei ambarcațiuni din fiecare cursă se vor califica în Finala A, iar celelalte vor concura în Finala B.

#### Semifinala - cursa 1
| Loc | Culoar | Concurente                               | Țară                       | Timp    | Note |
| --- | ------ | ---------------------------------------- | -------------------------- | ------- | ---- |
| 1   | 3      | Emily Craig Imogen Grant                 | Marea Britanie             | 6:59,79 | FA   |
| 2   | 4      | Shannon Cox Jackie Kiddle                | Noua Zeelandă              | 7:02,86 | FA   |
| 3   | 2      | Molly Reckford Michelle Sechser          | Statele Unite ale Americii | 7:05,03 | FA   |
| 4   | 5      | Martyna Radosz Katarzyna Wełna           | Polonia                    | 7:06,69 | FB   |
| 5   | 1      | Jennifer Casson Jill Moffatt             | Canada                     | 7:13,36 | FB   |
| 6   | 6      | Sonia Baluzzo Chiaruzzo Evelyn Silvestro | Argentina                  | 7:33,41 | FB   |

#### Semifinala - cursa 2
| Loc | Culoar | Concurente                           | Țară    | Timp    | Note |
| --- | ------ | ------------------------------------ | ------- | ------- | ---- |
| 1   | 3      | Gianina van Groningen Ionela Cozmiuc | România | 6:56,65 | FA   |
| 2   | 2      | Dimitra Kontou Zoi Fitsiou           | Grecia  | 6:57,90 | FA   |
| 3   | 5      | Aoife Casey Margaret Cremen          | Irlanda | 6:59,72 | FA   |
| 4   | 4      | Claire Bové Laura Tarantola          | Franța  | 7:03,22 | FB   |
| 5   | 1      | Louisa Altenhuber Lara Tiefenthaler  | Austria | 7:19,70 | FB   |
| 6   | 6      | Khadija Krimi Selma Dhaouadi         | Tunisia | 7:26,39 | FB   |

### Finale

#### Finala C
| Loc | Culoar | Concurente                        | Țară    | Timp    | Note |
| --- | ------ | --------------------------------- | ------- | ------- | ---- |
| 13  | 1      | Zou Jiaqi Qiu Xiuping             | China   | 7:07,55 |      |
| 14  | 2      | Alessia Palacios Valeria Palacios | Peru    | 7:12,27 |      |
| 15  | 4      | Emi Hirouchi Ayami Oishi          | Japonia | 7:14,00 |      |
| 16  | 3      | Mahsa Javer Zeinab Norouzi        | Iran    | 7:14,32 |      |

#### Finala B
| Loc | Culoar | Concurente                               | Țară      | Timp    | Note |
| --- | ------ | ---------------------------------------- | --------- | ------- | ---- |
| 7   | 3      | Claire Bové Laura Tarantola              | Franța    | 7:03,24 |      |
| 8   | 2      | Jennifer Casson Jill Moffatt             | Canada    | 7:04,82 |      |
| 9   | 4      | Martyna Radosz Katarzyna Wełna           | Polonia   | 7:08,47 |      |
| 10  | 5      | Louisa Altenhuber Lara Tiefenthaler      | Austria   | 7:10,02 |      |
| 11  | 1      | Khadija Krimi Selma Dhaouadi             | Tunisia   | 7:21,65 |      |
| 12  | 6      | Sonia Baluzzo Chiaruzzo Evelyn Silvestro | Argentina | 7:25,86 |      |

#### Finala A
| Loc | Culoar | Concurente                           | Țară                       | Timp    | Note |
| --- | ------ | ------------------------------------ | -------------------------- | ------- | ---- |
| 1   | 3      | Emily Craig Imogen Grant             | Marea Britanie             | 6:47,06 |      |
| 2   | 4      | Gianina van Groningen Ionela Cozmiuc | România                    | 6:48,78 |      |
| 3   | 2      | Dimitra Kontou Zoi Fitsiou           | Grecia                     | 6:49,28 |      |
| 4   | 5      | Shannon Cox Jackie Kiddle            | Noua Zeelandă              | 6:51,65 |      |
| 5   | 1      | Aoife Casey Margaret Cremen          | Irlanda                    | 6:54,57 |      |
| 6   | 6      | Molly Reckford Michelle Sechser      | Statele Unite ale Americii | 6:55,60 |      |